# 细胞遗传学

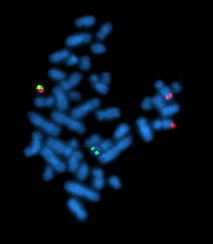
处在分裂中期的细胞。FISH染色顯示發生BCR/ABL互換。

细胞遗传学（英語：Cytogenetics）是遗传学下的一个分支，主要研究的是染色体与细胞表现之间的关系（尤其是在有絲分裂和减数分裂期间）。与之相关的技术包括核型、G显带染色体分析、其他遗传显带技术，以及诸如熒光原位雜交（FISH）和比较基因组杂交（CGH）等分子遗传学技术。

## 历史

### 早期
染色体首次被在1842年由卡尔·威廉·冯·内格里（Karl Wilhelm vonNägeli）在植物细胞中观察到。它们在动物（蝾螈）细胞中的行为在1882年由有丝分裂发现者華爾瑟·弗萊明(Walther Flemming)描述。该名称由另一个德国解剖学家von Waldeyer在1888年提出。
下一阶段发生在20世纪初的遗传学发展之后，当时人们认识到染色体（核型）的集合是基因的载体。 Levitsky似乎是第一个将核型定义为体细胞染色体的表型外观，与它们的基因内容相反。人类染色体核型的研究花了很多年的时间来解决一个最基本的问题：一个正常的二倍体人类细胞包含多少染色体? 在1912年，Hans von Winiwarter在精原细胞中报道了47条染色体，在卵原細胞报道了48条染色体，得出XX / XO性別決定系統。 1922年的Painter并不确定男子的二倍体数目是46还是48，首先赞成是46。他将他的观点从46改为48，他正确地坚持有XX / XY系统的人。考虑到他们的技术，这些成果非常卓越。
直到1956年，人们普遍认为人类的染色体组型仅包括46条染色体。大猩猩有48条染色体。 人类2號染色體是由祖先染色体合并而形成的，减少了数量。

## 在生物学上的应用

### 麦克林托克在玉米上的工作
巴巴拉·麦克林托克开始了她的职业生涯，成为一名玉米细胞遗传学家。 1931年，麦克林托克和Harriet Creighton证明标记染色体的细胞学重组与遗传性状（基因）的重组有关。 麦克林托克在卡内基研究所继续研究玉米染色体断裂和融合光斑的机制。 她发现了一个特殊的染色体断裂事件，这个事件总是发生在玉米9号染色体上的同一个位点，她命名为“Ds”或“dissociation”基因座。 麦克林托克继续从事细胞遗传学研究，研究玉米断裂和环形（圆形）染色体的力学和遗传。 在她的细胞遗传学工作中，麦克林托克发现了转座子，这一发现最终导致了她荣获了1983年的诺贝尔奖。